# Flors del Calvari. Llibre de consols
Flors del Calvari. Llibre de consols és un poemari de Jacint Verdaguer publicat el 1896. Les tres parts de l'obra porten per títol Crucíferes, Esplais i Flors de Mira-Cruz.
L'escriptor hi reflecteix el dolor que li provocà la privació de les llicències per fer de sacerdot l'estiu del 1895 i la cerca del consol en la identificació mística amb Jesús. En aquest sentit la temàtica és similar a obres del mateix període com són Sant Francesc del 1895 i Jesús Infant, on també es defensa de les difamacions que considera que li han provocat el Marquès de Comillas i el bisbe de Vic, Josep Morgades. Com altres obres de l'escriptor de Folgueroles, el valor de l'obra és literari i autobiogràfic. Cal matissar que al poemari hi trobem des d'expressions de ressentiment fins a cants espirituals dirigits a la divinitat, passant per petites corrandes religioses o oracions adaptades a qualsevol circumstància i persona (Verdaguer 2015: 15).

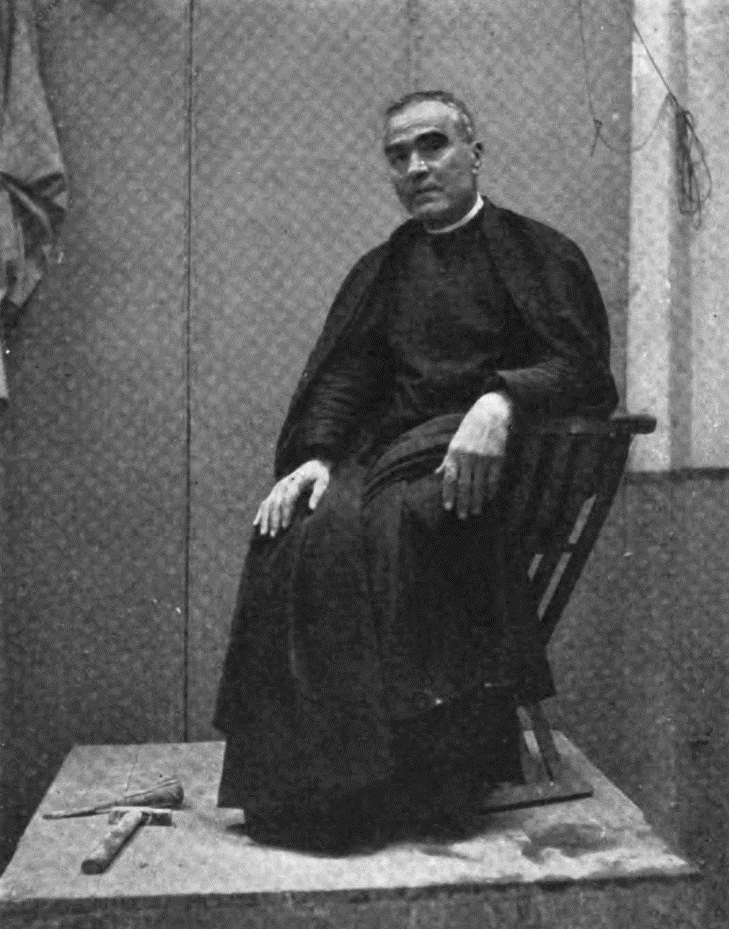
Jacint Verdaguer

Verdaguer hi aplega composicions anteriors al 1895, tot i que les més representatives són del mateix any de la publicació, escrites en calent després de rebre la notícia que havia de deixar de fer de sacerdot. Hi ha dos poemes que es consideren els més alts exemples de la lírica mística verdagueriana, que són el cant espiritual Sum vermis i al crucifix.

## Temes
El tema principal de l'obra és el consol. Expressa aquesta idea a través de tres imatges: "vessar una gota de consol en alguna ànima", "fer entrar un raig de llum en un de tants ulls que no hi veuen" o "eixugar una sola llàgrima".
El segon tema són les penúries, la Creu, com a origen dels poemes. Verdaguer presenta al pròleg el que ell anomena la doctrina del dolor o la tribulació. La Creu és el símbol de les penes.
El tercer tema són les flors. En el pròleg apareixen diverses imatges i metàfores relacionades amb les flors. Així, el ram de flors és la imatge usada per al llibre, i el poeta és qui cull les flors i la flor és el poema.(Verdaguer 2015: 69-72)